# Ælfwynn
Ælfwynn  var en hersker som "Anden Kvinde af Mercia" i nogle få måneder i 918 efter hendes mors død d. 12. juni 918.
Hun var datter af Æthelred og Æthelflæd, der herskede over Mercia. Hendes tronbestigelse er det eneste eksempel på at monark-titlen overgik fra én kvinde til en anden i den tidlige middelalder på De Britiske Øer. I manuskript C af den Angelsaksiske Krønike står: "Også her blev Æthelred, Lord of the Mercians' datter frataget kontrollen i Mercia, og blev ledt til Wessex tre uger inden jul; hun blev kaldt Ælfwynn." Dokumentet daterer Æthelflæds død til 12. juni 918, og Ælfwynns afsættele fra tronen til december 919, men historikere mener, at hun blev afsat allerede i 918. George Molyneux angiver Ælfwynns tid ved magten som "6 eller 18 måneder". Det er kun manuskript C er den eneste version af den Angelaksiske Krønike, der nævner Ælfwynn. Andre versioner krøniken fortæller fra den vestsaksiske synspunkt, og manuskript A beskriver at Edvard tog magten i Mercia lige efter Æthelflæds død, men manuskript C inkluderer tekst fra en tabt version kaldet Mercian Chronicle.